# 데라다촌 (도야마현)
데라다촌(寺田村)은 도야마현 나카니카와군의 일찍이 존재했던 촌이다.

## 역사
- 1889년 4월 1일 - 정촌제 시행에 의해 가미니카와군 데라다촌이 성립하였다.
- 1897년 4월 1일 - 군 개편에 의해 가미니카와군에서 분립해 나카니카와군이 성립하여 나카니카와군에 소속되었다.
- 1941년 6월 1일 - 나카니카와군 데라다촌 및 유미노쇼촌이 합병해, 니카와촌이 성립하였다.

## 참고문헌
- 『市町村名変遷辞典』東京堂出版、1990年。
- 『立山町史 下巻』立山町 1984年2月15日。